# Martin Wagenschein
Martin Wagenschein (* 3. Dezember 1896 in Gießen; † 3. April 1988 in Trautheim zu Mühltal) war ein deutscher Physiker und Pädagoge. Er engagierte sich besonders im Feld der Fachdidaktiken von Mathematik und Naturwissenschaften.

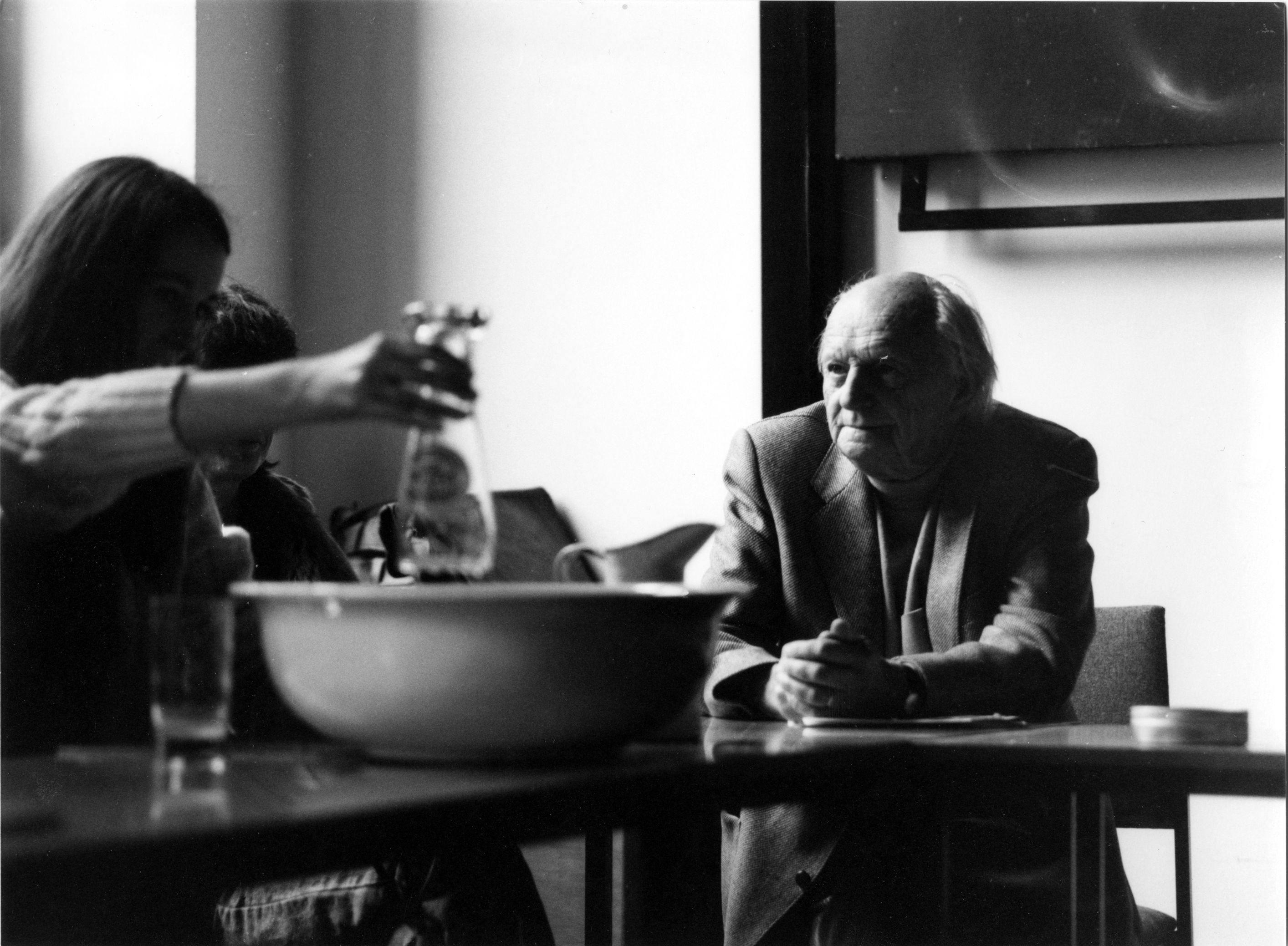
Wagenschein bei einer legendären Vorführung seines Lehrkunst-Exempels Pascals Barometer; Darmstadt 1983

## Leben
Von 1914 bis 1920 studierte Martin Wagenschein Mathematik, Physik und Geographie in seiner Heimatstadt Gießen und in Freiburg im Breisgau und schloss mit dem 1. Staatsexamen ab. Er promovierte 1921 bei Walter König in Experimentalphysik. Die Dissertation an der Universität Gießen hatte den Titel Experimentelle Untersuchung über das Mitschwingen einer Kugel in einer schwingenden Flüssigkeits- oder Gasmasse. Von 1920 bis 1921 war Martin Wagenschein Hochschulassistent bei seinem Doktorvater und half diesem seine Experimentalphysikvorlesung aufzubauen. In den zwei folgenden Jahren schlossen sich sein Lehramtsreferendariat und Probejahr an, das er 1923 mit dem 2. Staatsexamen beendete.
Von 1923 bis 1957 war Martin Wagenschein im staatlichen Schuldienst tätig. Von 1924 bis 1930 sowie 1930 bis 1933 war er allerdings mit einer nur halbjährigen Unterbrechung vom Staatsdienst beurlaubt, um an der Odenwaldschule von Paul Geheeb in Ober-Hambach zu unterrichten, was ihn lebenslang inspirierte. 1933 trat Wagenschein der NS-Volkswohlfahrt und dem NS-Lehrerbund bei. 1938 wurde er Mitglied der NSDAP. Beim Entnazifizierungsverfahren 1947 wurde er entlastet, er habe bei den Schülern „selbständiges Denken in jeder Hinsicht begünstigt“ und „damit einen starken aktiven Widerstand“ geleistet.
Wagenschein unterrichtete ab 1945 an einer Aufbauschule mit Internat in seinem Heimatort Traisa und wurde 1947 Fachleiter für Physik am Studienseminar für Gymnasien Darmstadt bis 1952. Zu den Referendaren des Seminars gehörten Walter Jung und Horst Rumpf. Im Jahr 1949 erhielt Martin Wagenschein einen Lehrauftrag für „Naturwissenschaftliche Erkenntnispsychologie“ am Pädagogischen Institut in Jugenheim/Bergstraße, das im Schloss Heiligenberg lag. Nachdem das Institut 1963 zu seinem Missfallen nach Frankfurt an die Hochschule für Erziehung verlegt worden war, war er dort bis 1972 Lehrbeauftragter für „Didaktik der exakten Naturwissenschaften“. Zugleich hatte er von 1952 bis 1987 einen Lehrauftrag an der Technischen Hochschule Darmstadt für „Praktische Pädagogik“ und war von 1956 bis 1978 als Honorarprofessor in Tübingen tätig.
Wagenschein entwickelte das Prinzip des repräsentativen oder exemplarischen Lernens, das er später im genetischen Prinzip subsumierte, und prägte in diesem Zusammenhang die Redewendung „Mut zur Lücke“. Er charakterisierte seinen Ansatz als sokratisch, genetisch und exemplarisch.
Der Herausgeber von Wagenscheins Spätwerk Naturphänomene sehen und verstehen, Hans Christoph Berg, entwickelte, basierend auf Wagenscheins Konzepten, die Lehrkunstdidaktik, an deren Entwicklung ab 1997 auch Wolfgang Klafki Anteil hatte.

## Preise und Auszeichnungen
- 1955: Goethe-Plakette des Landes Hessen
- 1969: Pfaff-Preis für Initiativen im Bildungswesen
- 1985: Deutscher Sprachpreis
- 1986: Didaktik-Preis für Physik der Deutschen Physikalischen Gesellschaft

## Schriften
- Experimentelle Untersuchung über das Mitschwingen einer Kugel in einer schwingenden Flüssigkeits- oder Gasmasse. In: Annalen der Physik. Band 370, H. 13, 1921, S. 461–480, doi:10.1002/andp.19213701305 (Dissertation).
- Bildung durch Naturwissenschaft. 1930.
- Naturwissenschaft und Bildung. 1932/33.
- Zur erzieherischen Aufgabe des mathematisch-naturwissenschaftlichen Unterrichts. 1933/34.
- Physikalischer Unterricht und Intellektualismus. In: Zeitschrift für mathematischen und naturwissenschaftlichen Unterricht aller Schulgattungen. 1, 1935, S. 15–27; Online-Nachdruck (PDF; 270 kB)
- Zusammenhänge der Naturkräfte. Das Gefüge des physikalischen Naturbildes. Vieweg, Braunschweig 1937, DNB 576844551.
- Ein Unterrichtsgespräch zu dem Satz Euklids über das Nicht-Abbrechen der Primzahlenreihe. Paul Geheeb zugeeignet. Unterrichtsbericht von der Ecole d’Humanité 1949; in Wagenschein (1980), S. 77–83; Online-Nachdruck (PDF; 100 kB)
- Das Tübinger Gespräch. In: Die Pädagogische Provinz. 5, 12, 1951, S. 623–628. Online-Nachdruck (PDF; 90 kB)
- Das "exemplarische Lehren" als ein Weg zur Erneuerung der höheren Schule (mit besonderer Beachtung der Physik). Vortrag  im Institut für Lehrerfortbildung in Hamburg am 26. Nov. 1952; erweiterte Fassung Hamburg 1954, DNB 455336245; in Wagenschein (1980), S. 170–194.
- Natur physikalisch gesehen. Eine Handreichung zur physikalischen Naturlehre für Lehrer aller Schularten. Diesterweg, Frankfurt / Berlin / Bonn 1953; DNB 455336288, darin
  - Das Fallgesetz im Brunnenstrahl. (PDF; 660 kB)
  - Der Mond und seine Bewegung. (PDF; 760 kB)
  - „Im Wasser Flamme“. (PDF; 100 kB)
- Die Erde unter den Sternen. Ein Weg zu den Sternen für jeden von uns. Oldenbourg, München 1955, DNB 455336210. Online-Nachdruck; (PDF; 530 kB)
- Zum Begriff des exemplarischen Lehrens. Vortrag bei der Tagung der Hochschule für Internationale Pädagogische Forschung in Frankfurt am Main über „Bedeutung und Ertrag der Versuchsschularbeit für die deutsche Schule“, 15. März 1956. In: Zeitschrift für Pädagogik. 1956; erw. Beltz, Weinheim/Berlin 1959, DNB 455336156; Online-Nachdruck (PDF; 300 kB)
- Das „Exemplarische Lehren“ als fächerverbindendes Prinzip: Der Satz des Pythagoras. Vortrag bei der Tagung über "Naturwissenschaftliche und geisteswissenschaftliche Zusammenarbeit" in der Akademie Coburg, 24. März 1960; in Wagenschein (1980), S. 251–267.
- Mathematik aus der Erde (Geo-metrie). Dt. Sch., 53(1961)1, S. 5–8.
- Die Pädagogische Dimension der Physik. Westermann, Braunschweig 1962; DNB 455336199; einzelne Abschnitte auch in Wagenschein (1980)
- Verdunkelndes Wissen? Naturwissenschaft und Allgemeinbildung heute. Vortrag am Hessischen Rundfunk, 9. Juli 1965; Online-Nachdruck (PDF; 180 kB)
- Zum Problem des Genetischen Lehrens. Vortrag im Seminar für Didaktik der Mathematik an der Universität Münster, 7. Dezember 1965; Online-Nachdruck (PDF; 330 kB)
- Ursprüngliches Verstehen und exaktes Denken. 2 Bände; Klett, Stuttgart 1965/70, DNB 458561509/DNB 458561517
- Die Erfahrung des Erdballs. Klett, Stuttgart 1967, DNB 740557777. Online-Nachdruck (PDF; 400 kB)
- Martin Wagenschein: Verstehen lehren. Genetisch – Sokratisch – Exemplarisch. Beltz, Weinheim/Berlin 1968; DNB 458561525, darin
  - Auflagen ab der 4. (1973) enthalten Wagenschein (1956) und Wagenschein (1965a/b)
  - Auflagen ab der 5. (1975) enthalten Wagenschein (1974)
- mit Agnes Banholzer und Siegfried Thiel: Kinder auf dem Wege zur Physik, Klett, Stuttgart 1973, ISBN 3-12-928490-7.
- Entdeckung der Axiomatik. In: Der Mathematikunterricht. 20, 1, 1974, S. 52–70. Online-Nachdruck (PDF; 480 kB)
- Rettet die Phänomene! Erweiterte Fassung eines Vortrages auf der „Exempla 75“, Kongress; „Organismus und Technik“, München, Ostern 1975; Online-Nachdruck (PDF; 140 kB)
- Johannes Flügge (Hrsg.) mit Hugo Kükelhaus: Rettet die Phänomene. Vier Vorträge, gehalten anlässlich einer Pädagogischen Tagung am 1./2. November 1975 im Gottlieb-Duttweiler-Institut in Rüschlikon-Zürich. Basel 1975, DNB 943768241.
- Naturphänomene sehen und verstehen. Genetische Lehrgänge. Herausgegeben von Hans Christoph Berg. Klett, Stuttgart 1980, ISBN 3-12-928421-4 / hep (Band 4), Bern 2009, ISBN 978-3-03905-511-1.
- Erinnerungen für morgen. Eine pädagogische Autobiographie. Beltz, Weinheim/Basel 1983, ISBN 3-407-83075-0.